# ألتون جان خاتون
ألتون جان خاتون (توفي في كانون الأول 1060 م) كانت الزوجة الرئيسة للسلطان طغرل الأول، مؤسس الدولة السلجوقية، الذي حكم من 1037 إلى 1063 م.

## الحياة المُبكرة
ألتون جان خاتون كانت امرأة تركية، ربما من خوارزم. قبل أن تصبح زوجة لتوغريل بيك كانت متزوجة من خوارزم شاه شاه مالك. ويبدو أن ابنها من هذا الزواج، أنوشيروان، بقي معها بعد زواجها من توغريل بيك في حوالي عام 1043 م.

## النفوذ السياسي
يقال إن طغرل بك كان يستشير زوجته الرئيسة ألتون جان في بعض الأمور، ويذكر سبط بن الجوزي أنها كانت امرأة متدينة، مولعة بأعمال الخير، تتمتع بحكم جيد وعزيمة قوية.
عندما ذهب طغرل بك إلى همدان في عام 1058 للتعامل مع ثورة إبراهيم إينال، أرسل ألتون جان وأنوشيروان والكندوري إلى بغداد. ورغم اعتراض الخليفة، ذهبت ألتون جان للانضمام إلى زوجها في همدان، آخذة معها الخزانة والجنود السلاجقة في بغداد، تاركة الكندوري. عندما علم إبراهيم إينال باقتراب ألتون جان، يبدو أنه أرسل قوة لاعتراضها. وانضم التركمان الآخرون إلى قوات طغرل بيك، وهزموا إبراهيم إينال. بعد ذلك تقاعد توغريل إلى الري، حيث انضم إليه ألتون جان.
في الأيام الأخيرة من حياة طغرل، قبل استيلاء البساسيري على المدينة، تم التخطيط لمؤامرة معقدة من قبل ألتون جان ووزيره الكوندوري لتثبيت ابن ألتون جان، أنوشيروان. ومع ذلك، لم يحظ أنوشيروان بأي دعم، وسرعان ما انفصلت ألتون جان عن المؤامرة، ويبدو أن جميع المتآمرين قد عادوا في النهاية إلى حظوتهم دون مزيد من العقاب.

## الوفاة
تُوفيت بسبب الاستسقاء في كانون الأول 1060 م في زنجان. حزن عليها توغريل حزنًا شديدًا، ونُقل نعشها إلى الري، حيث دُفنت. كانت تملك عقارات في إيران. وقبيل وفاتها أوصت بأموالها ومهماتها ومعاشاتها لابنة الخليفة السيدة خاتون. وقد أسند طغرل هذه الأمور إلى الأخير عندما عُقد عقد الزواج بينه وبين ابنة الخليفة في النهاية عام 1062 م. وبحسب بعض المصادر فإنها طلبت من طغرل أن يتزوج ابنة الخليفة عند وفاتها  بعد وفاة توغريل في عام 1063، تمرد أنوشيروان ولكن قُبض عليه وسُجن في الري وقُتل.